# Lina Weier
Lina Weier (* 17. Dezember 1896 in Gelsenkirchen; † 13. Dezember 1969) war eine deutsche Politikerin (KPD). 
Weier war erst Stadtverordnete in Gelsenkirchen, bevor sie 1946 zum Mitglied der ersten Ernennungsperiode des Landtags von Nordrhein-Westfalen ernannt wurde. Diesem gehörte sie schließlich vom 2. Oktober 1946 bis zum 19. Dezember 1946 an. In der zweiten regulären Wahlperiode des Landtags wurde sie über die Liste der KPD in den Landtag gewählt, aus dem sie am 19. September 1952 durch Verzicht ausschied.

## Weblink
Lina Weier beim Landtag Nordrhein-Westfalen
| Personendaten    | Personendaten                   |
| ---------------- | ------------------------------- |
| NAME             | Weier, Lina                     |
| KURZBESCHREIBUNG | deutsche Politikerin (KPD), MdL |
| GEBURTSDATUM     | 17. Dezember 1896               |
| GEBURTSORT       | Gelsenkirchen                   |
| STERBEDATUM      | 13. Dezember 1969               |